# Dario Pedretti
Dario Pedretti (Roma, 1º gennaio 1957) è un ex terrorista italiano.
Già leader, verso la fine degli anni settanta, del Fronte Universitario d'Azione Nazionale (FUAN) romano, passa poi alla lotta armata unendosi al gruppo eversivo d'ispirazione neofascista Nuclei Armati Rivoluzionari e partecipando ad una serie di azioni fino al suo arresto, avvenuto nel dicembre del 1979.

## Biografia
Fidanzato di Francesca Mambro (prima che lei si unisse a Fioravanti), compagno di scuola di Giuseppe Dimitri al liceo Vivona dell'Eur e responsabile dei Volontari Nazionali, il servizio d'ordine del Movimento Sociale Italiano, Pedretti divenne poi il leader del FUAN (il Fronte Universitario d'Azione Nazionale) romano di via Siena aggregando, attorno a sé, decine di militanti e trasformando la sede in una sorta di zona franca in cui le attività di militanza convivevano con una intensa vita comunitaria. E quando il partito, incapace di controllare la situazione, decise di chiudere i battenti, saranno gli stessi camerati a pagarsi l'affitto.
Verso la fine del 1977, entra in contatto con il gruppo originario dei NAR e prende parte al loro primo omicidio, quello dello studente di Lotta Continua Roberto Scialabba, ucciso il 28 febbraio 1978 per celebrare il terzo anniversario della morte di Miki Mantakas. In otto (Pedretti, i due fratelli Fioravanti, Franco Anselmi, Alessandro Alibrandi, Francesco Bianco, Paolo Cordaro e Massimo Rodolfo) partono dal bar Fungo (zona EUR) e arrivati in piazza San Giovanni Bosco, in 5 (compreso Pedretti) rimangono di copertura e in tre fanno fuoco su un capannello radunato intorno ad una panchina, uccidendo Scialabba.
Il 9 gennaio del 1979, con Valerio Fioravanti e Alessandro Pucci partecipa in prima persona all'assalto agli studi di Radio Città Futura durante la trasmissione femminista Radio Donna, dando fuoco ai locali e sparando sulle quattro conduttrici che rimangono ferite. Carmela Incato viene colpita da 7 proiettili, Annunziata Niolli riceve addosso una bottiglia molotov che la ustiona. Rosetta Padula, Gabriella Vignone, Anna Altura rimangono ferite alle gambe. Racconta Rossetta a Quotidiano Donna: «[...] Una vampata proprio davanti a me e a Linda…a questo punto corriamo verso il mixer e lì un’altra vampata. Così ci siamo trovate tra due fuochi…siamo riuscite a raggiungere la porta. Io avevo i capelli in fiamme, ho visto Nunni con le braccia infiammate, Anna con i capelli in fiamme e un’altra che le bruciavano i vestiti addosso [...]»
Il 16 giugno 1979 Pedretti e altri assaltano la sezione del PCI dell'Esquilino, a Roma, dove si tiene un'assemblea congiunta del quartiere e dei ferrovieri, con oltre cinquanta persone presenti. A seguito del lancio di due bombe a mano, nonché svariati colpi di arma da fuoco, rimangono ferite venticinque persone.
Dario Pedretti venne arrestato dalla polizia il 5 dicembre 1979, a Roma durante una rapina alla gioielleria Uno–A–Erre di via Rattazzi, armato di pistola e di due bombe a mano.
Il 26 agosto 1980, la Procura della Repubblica di Bologna emise ventotto ordini di cattura nei confronti di militanti gravitanti negli ambienti dell'estrema destra, accusati di associazione sovversiva e banda armata nell'ambito dell'inchiesta per la strage di Bologna. Il 28 agosto scattò la retata nei confronti dei neofascisti e, tra questi, anche numerosi militanti dell'area FUAN-NAR romana, tra cui lo stesso Pedretti "per concorso ispirativo nel delitto di strage, banda armata, associazione sovversiva ed altro", a cui venne recapitato direttamente in carcere, in quanto recluso in quel periodo. I mandati di cattura vennero emessi sulla base di alcune dichiarazioni di una fonte confidenziale del Sisde e dell'Ucigos, tale Sergio Farina, fascista del quartiere Balduina di Roma, in carcere da sei anni per violenza carnale che, interrogato il 10 agosto 1980, accusò due suoi compagni di cella, Sergio Calore e Dario Pedretti, di essere gli organizzatori della strage con l'aiuto esterno di Francesco Furlotti.
Nelle sue dichiarazioni la fonte aveva riferito "d'aver ricevuto, nel gennaio precedente, da parte di tale Pedretti Dario, compagno di detenzione, la richiesta di un rilevante quantitativo di esplosivo, da utilizzare per attentati terroristici; dopo qualche tempo il Pedretti, in compagnia di tale Sergio Calore, aveva insistito per ottenere esplosivo "sofisticato"; i due avevano precisato che, in caso di loro indisponibilità, per il protrarsi della detenzione, ad eseguire il progettato attentato volto a "celebrare degnamente", nel successivo mese di agosto, la strage dell'`Italicus', all'attentato avrebbe potuto provvedere tale Francesco Furlotti detto Chicco"
Le dichiarazioni di Farina vennero poi considerate prive di fondamento e, in realtà, costituirono il primo di diversi depistaggi operati dai servizi segreti deviati nell'ambito delle indagini sulla strage di Bologna. Un anno dopo la magistratura romana, alla quale era stata affidata per competenza l'inchiesta, prosciolse tutti i ventotto imputati destinatari degli ordini di cattura del 26 agosto per insussistenza del fatto.
Dario Pedretti fu poi condannato a 26 anni di reclusione per banda armata, rapina, concorso in omicidio e detenzione di armi da fuoco, nel processo Nar-Fuan. Dopo alcuni anni passati tra le sbarre, nel 1993 venne ammesso al programma di recupero dei detenuti lavorando all'esterno dell'istituto di pena in regime di semilibertà.
Il 31 maggio del 1994 venne di nuovo arrestato con un gruppo di ex terroristi neri e rossi, accusati di tentata rapina ai danni di una banca di Torlupara, nei pressi di Roma. Disertando l'ufficio della cooperativa che si occupava del recupero dei detenuti, che tutti giorni raggiungeva nell'ambito del suo stato di semilibertà, si è visto revocare tutti i benefici acquisiti l'anno precedente.